# 亞特姆·羅勃佐夫
亞特姆·尤里耶維奇·羅勃佐夫（俄语：Артём Юрьевич Лобузов；1991年1月24日—）是一位主攻自由泳的俄羅斯游泳運動員，他代表俄羅斯參加了2012年夏季奧林匹克運動會的比賽。